# Seznam trolejbusových linek v Plzni

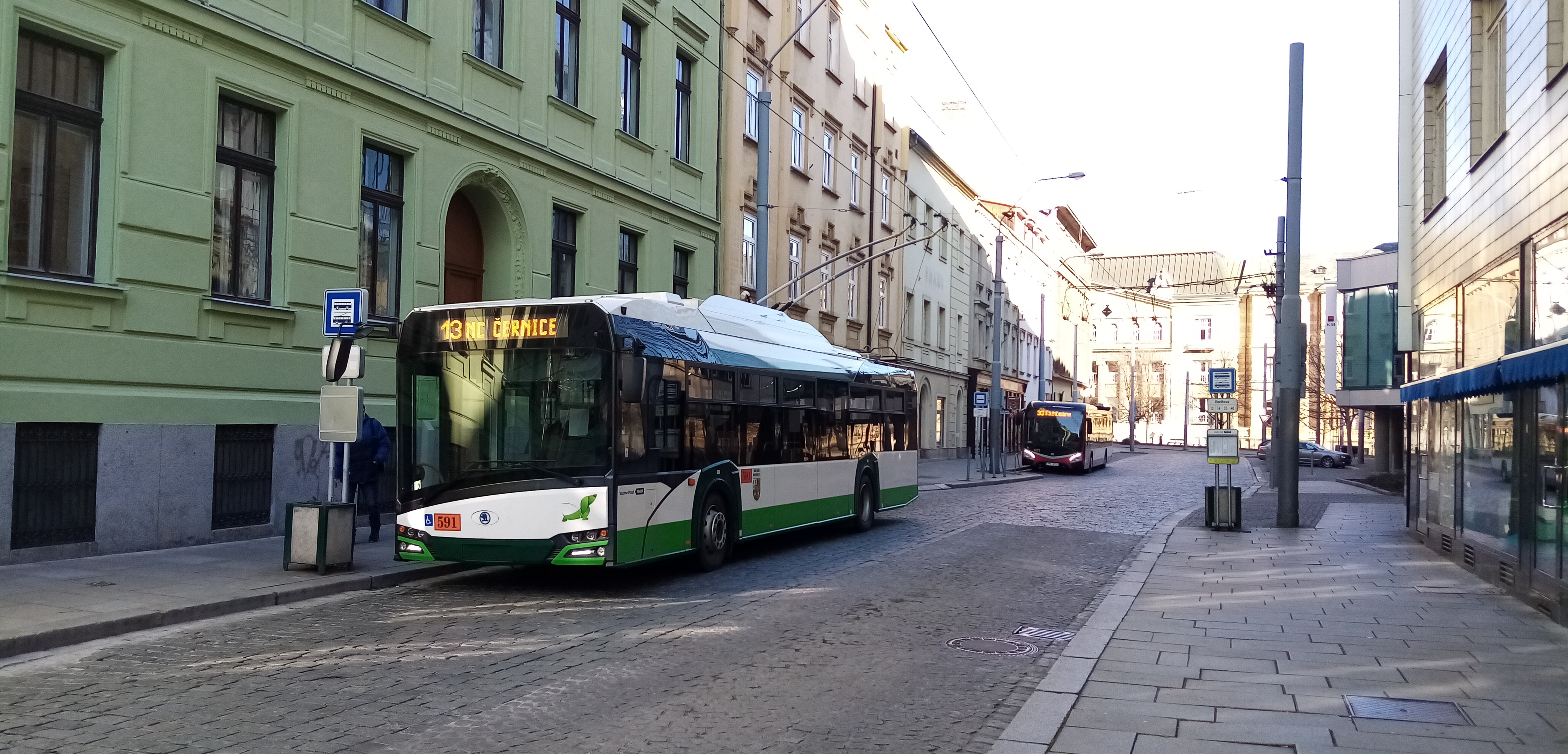
Škoda 26Tr na lince 13 v Plzni

Toto je seznam trolejbusových linek v Plzni - stav k 1.3.2023.

## Seznam linek

### Linka 10
Směr Tylova:
Černice - U Staré Kovárny /Z/ - K Plzenci /Z/ - Generála Lišky /Z/ - Fialková /Z/ - Čechurov - Bručná - U Kasáren /Z/ - U Školky - Slovany - Vodárna - Doudlevce ETZ - U Plynárny - Zimní stadion - U Radbuzy - Radobyčická /Z/ - Belánka /Z/ - Jižní Předměstí - Tylova
Směr Černice:
Tylova - U Práce - Mrakodrap - Prokopova - U Radbuzy - Zimní stadion - U Plynárny - Samaritská /Z/ - Doudlevce ETZ - Vodárna - Slovany - U Školky - U Kasáren /Z/ - Bručná - Čechurov - Fialková /Z/ - Generála Lišky /Z/ - K Plzenci /Z/ - U Staré Kovárny /Z/ - Černice

### Linka 11
Směr Křimice:
Ústřední hřbitov - U Václava /Z/ - Hřbitovní - Pietas - Letná - Divadlo Alfa - Gambrinus - Hlavní nádraží - Pařížská - Mrakodrap - U Práce - Tylova - CAN Husova - Kalikova - U Bouzků /Z/ - Pod Zámečkem /Z/ - Náves Radčice - Radčice - Pod Kyjovem /Z/ - Malesice - Zámecké náměstí - Křimice
Směr Ústřední hřbitov:
Křimice -  Zámecké náměstí - Malesice - Radčice - Náves Radčice - Pod Zámečkem /Z/ - U Bouzků /Z/ - Kalikova - CAN Husova - CAN Tylova - Tylova - U Práce - Mrakodrap - Pařížská - Hlavní nádraží - Železniční poliklinika - Gambrinus - Divadlo Alfa - Letná - Pietas - Hřbitovní - U Václava /Z/ - Ústřední hřbitov

### Linka 12
Směr Nová Hospoda:
Letkov, V Podlesí - Letkov, U Studánky - Letkov, u zrcadla - Letkov - K Bukové - Božkov - Na Spojce /Z/ - Petřínská - Nádraží Slovany - Stadion Lokomotivy /Z/ - Petrohrad - U Duhy - Mikulášská - Pařížská - Mrakodrap - U Práce - Tylova - CAN Tylova - Škoda III. brána - U Dráhy /Z/ - Nádraží Skvrňany /Z/ - Panelárna /Z/ - Zátiší - Hřbitov Zátiší /Z/ - Domažlická rondel - Nová Hospoda
Směr Letkov, V Podlesí:
Nová Hospoda - Domažlická rondel - Hřbitov Zátiší /Z/ - Zátiší - Panelárna /Z/ - Nádraží Skvrňany /Z/ - U Dráhy /Z/ - CAN Tylova - Tylova - U Práce - Mrakodrap - Pařížská - Mikulášská - U Duhy - Petrohrad - Stadion Lokomotivy /Z/ - Nádraží Slovany - Petřínská - Na Spojce /Z/ - Božkov - K Bukové - Letkov - Letkov, u zrcadla - Letkov, U Studánky - Letkov, V Podlesí

### Linka 13
Směr NC Černice:
Na Dlouhých - Ke Špitálskému lesu - Ke Kukačce - Těšínská - Stavební stroje - Gambrinus - Prazdroj - Anglické nábřeží - Goethova - Prokopova - U Radbuzy - Zimní stadion - U Plynárny - Samaritská /Z/ - Doudlevce ETZ - Vodárna - Slovany - U Školky - U Kasáren /Z/ - Bručná - Čechurov - Fialková /Z/ - Generála Lišky /Z/ - K Plzenci /Z/ - U Staré Kovárny /Z/ - Černice - K Losiné /Z/ - K Radyni /Z/ - NC Černice
Směr Na Dlouhých:
NC Černice - K Radyni /Z/ - K Losiné /Z/ - Černice - U Staré Kovárny /Z/ - K Plzenci /Z/ - Generála Lišky /Z/ - Fialková /Z/ - Čechurov - Bručná - U Kasáren /Z/ - U Školky - Slovany - Vodárna - Doudlevce ETZ - U Plynárny - Zimní stadion - U Radbuzy - Goethova - Anglické nábřeží - Prazdroj - Gambrinus - Stavební stroje - Těšínská - Ke Kukačce - Ke Špitálskému lesu - Na Dlouhých

### Linka 14
Směr Sídliště Bory
Pařížská - Prokopova - U Radbuzy - Zimní stadion - U Plynárny - Samaritská /Z/ - Doudlevce ETZ - Průmyslová - Révová /Z/ - Tyršův most - Gigant /Z/ - U Teplárny - U Luny - Sídliště Bory
Směr Pařížská
Sídliště Bory - U Luny - U Teplárny - Gigant /Z/ - Tyršův most - Révová /Z/ - Průmyslová - Doudlevce ETZ - U Plynárny - Zimní stadion - U Radbuzy - Goethova - Anglické nábřeží - Pařížská

### Linka 15
Směr Nová Hospoda:
Lobzy - Sokolská - U Pietasu - Letná - Divadlo Alfa - Gambrinus - Hlavní nádraží - Pařížská - Mrakodrap - U Práce - Tylova - Jižní Předměstí - Techmania - Cínová /Z/ - Karlov - Ke Karlovu /Z/ - NC Borská Pole - U Panasoniku /Z/ - U Nové Hospody /Z/ (- Borská pole) - Folmavská rondel /Z/ - Nová Hospoda
Směr Lobzy:
Nová Hospoda - Folmavská rondel /Z/ - (Borská pole -) U Nové Hospody /Z/ - U Panasoniku /Z/ - NC Borská Pole - Ke Karlovu /Z/ - Karlov - Cínová /Z/ - Techmania - Jižní Předměstí - Tylova - U Práce - Mrakodrap - Pařížská - Hlavní nádraží - Železniční poliklinika - Gambrinus - Divadlo Alfa - Letná - U Pietasu - Sokolská - Lobzy

### Linka 16
Směr Doubravka:
Sídliště Bory – U Luny – U Teplárny – Adelova – Nemocnice Bory – Dobrovského – Nám. Českých bratří – Jižní Předměstí – Tylova – U Práce – Mrakodrap – Pařížská – Hlavní nádraží – Železniční poliklinika – Gambrinus – Stavební stroje – Těšínská – Opavská – Poliklinika Doubravka – Habrmannovo nám. – Doubravka
Směr Sídliště Bory:
Doubravka - Habrmannovo nám - Poliklinika Doubravka - Opavská - Těšínká - Stavební stroje - Gambrinus - Hlavní nádraží - Pařížská - Mrakodrap - U Práce - Tylova - Jižní Předměstí - Dobrovského - Nemocnice Bory - Adelova - U Teplárny - U Luny - Sídliště Bory

### Linka 17
Směr Nová Hospoda:
Doubravka - Habrmannovo nám - Poliklinika Doubravka - Opavská - Těšínká - Stavební stroje - Gambrinus - Hlavní nádraží - Pařížská - Mrakodrap - U Práce - Tylova - Jižní Předměstí - Techmania - Cínová /Z/ - Karlov - Ke Karlovu /Z/ - NC Borská Pole - U Panasoniku /Z/ - U Nové Hospody /Z/ - Folmavská rondel /Z/ - Nová Hospoda
Směr Doubravka:
Nová Hospoda - Folmavská rondel /Z/ - U Nové Hospody /Z/ - U Panasoniku /Z/ - NC Borská Pole - Ke Karlovu /Z/ - Karlov - Cínová /Z/ - Techmania - Jižní Předměstí - Tylova - U Práce - Mrakodrap - Pařížská - Hlavní nádraží - Železniční poliklinika - Gambrinus - Stavební stroje – Těšínská – Opavská – Poliklinika Doubravka – Habrmannovo nám. - Doubravka

### Linka 18
Směr Borská pole:
CAN Husova - CAN Tylova - Tylova - Jižní Předměstí - Techmania - Cínová /Z/ - Karlov - Ke Karlovu /Z/ - NC Borská Pole - U Panasoniku /Z/ - U Nové Hospody /Z/ - Borská pole
Směr CAN Husova:
Borská pole  - U Nové Hospody /Z/ - U Panasoniku /Z/ - NC Borská Pole - Ke Karlovu /Z/ - Karlov - Cínová /Z/ - Techmania - Jižní Předměstí - Tylova - CAN Husova

### Linka 19
Směr Nová Hospoda:
Karlov - Cínová /Z/ - Techmania - Jižní Předměstí - Dobrovského - Nemocnice Bory - Adelova - U Teplárny - U Luny - Borský park - Bory - Goldscheiderova /Z/ - NC Borská Pole - U Panasoniku /Z/ - U Nové Hospody /Z/ - Folmavská rondel /Z/ - Nová Hospoda
Směr Karlov:
Nová Hospoda - Folmavská rondel /Z/ - Borská pole - Morseova /Z/ - Plochá dráha /Z/ - Západočeská univerzita - U Darebáka /Z/ - Bory - Borský park - U Luny – U Teplárny – Adelova – Nemocnice Bory – Dobrovského – Nám. Českých bratří – Jižní Předměstí – Techmania - Cínová /Z/ - Karlov